# Ramphastos
Ramphastos là một chi chim trong họ Ramphastidae.